# Midden-Duits voetbalkampioenschap 1931/32
In 1931/32 werd het 30ste voetbalkampioenschap gespeeld dat georganiseerd werd door de Midden-Duitse voetbalbond. PSV Chemnitz werd kampioen en plaatste zich zo voor de eindronde om de Duitse landstitel. SuBC Plauen won de eindronde voor niet-kampioenen en kreeg het tweede ticket naar de eindronde. SuBC Plauen verloor in de eerste ronde van FC Schalke 04. PSV Chemnitz versloeg Beuthener SuSV 09 en verloor dan van Bayern München.

## Deelnemers aan de eindronde
Voor Kyffhäuser nam kampioen BSC 1907 Sangerhausen niet deel.
| Club                                 | Gekwalificeerd als           |
| ------------------------------------ | ---------------------------- |
| Singer TuSV Wittenberge 1926         | Kampioen van Altmark         |
| SV Viktoria 1903 Zerbst              | Kampioen van Anhalt          |
| VfL 08 Duderstadt                    | Kampioen van Eichsfeld       |
| FC Saxonia Bernsbach                 | Kampioen van Ertsgebergte    |
| FC Germania 1900 Halberstadt         | Kampioen van Harz            |
| FC Wacker 1905 Nordhausen            | Vicekampioen van Kyffhäuser  |
| FV 1911 Fortuna Magdeburg            | Kampioen van Midden-Elbe     |
| PSV 1921 Chemnitz                    | Kampioen van Midden-Saksen   |
| VfL 1911 Bitterfeld                  | Kampioen van Mulde           |
| Erfurter SC 1895                     | Kampioen van Noord-Thüringen |
| SC Wacker 1895 Leipzig               | Kampioen van Groot-Leipzig   |
| SV 1904 Budissa Bautzen              | Kampioen van Opper-Lausitz   |
| FC Thüringen Weida                   | Kampioen van Osterland       |
| Dresdner SC                          | Kampioen van Oost-Saksen     |
| Guts-Muts Dresden                    | Derde plaats van Oost-Saksen |
| SC Apolda                            | Kampioen van Oost-Thüringen  |
| Hallescher FC Wacker                 | Kampioen van Saale           |
| Weißenfelser FV Schwarz-Gelb 03      | Kampioen van Saale-Elster    |
| 1. Vogtländischer Fußballclub Plauen | Kampioen van Vogtland        |
| FC Preußen 1909 Langensalza          | Kampioen van Wartburg        |
| Zwickauer SC 05                      | Kampioen van West-Saksen     |
| SC 08 Wasungen                       | Kampioen van West-Thüringen  |
| SV 08 Steinach                       | Kampioen van Zuid-Thüringen  |

## Eindronde

### Eerste ronde
| Team 1                       | Uitslag        | Team 2                          |
| ---------------------------- | -------------- | ------------------------------- |
| SV 1904 Budissa Bautzen      | 1:17           | PSV 1921 Chemnitz               |
| FV 1911 Fortuna Magdeburg    | 2:4            | FC Germania 1900 Halberstadt    |
| FC Saxonia Bernsbach         | 1:6            | Dresdner SC                     |
| SC Wasungen 08               | 1:3 stopg, 3:2 | Weißenfelser FV Schwarz-Gelb 03 |
| Singer TuSV Wittenberge 1926 | 2:6            | Hallescher FC Wacker            |
| FC Thüringen Weida           | 4:2            | SV Steinach 08                  |
| 1.Vogtländischer FC Plauen   | 4:0            | TV Merkur Treuen                |
| VfL 1911 Bitterfeld          | 4:5            | SC Apolda                       |
| VfL 08 Duderstadt            | 9:7            | Erfurter SC 1895                |
| SV Viktoria 03 Zerbst        | 4:3            | Zwickauer SC 05                 |
| SC Wacker 1895 Leipzig       | 6:1            | Guts-Muts Dresden               |
| FC Wacker 1905 Nordhausen    | 4:3            | FC Preußen 1909 Langensalza     |

### Tweede ronde
| Team 1                       | Uitslag | Team 2                     |
| ---------------------------- | ------- | -------------------------- |
| FC Germania 1900 Halberstadt | 2:8     | Dresdner SC                |
| PSV 1921 Chemnitz            | 10:2    | FC Thüringen Weida         |
| SC Apolda                    | 4:3     | VfL 08 Duderstadt          |
| SC Wasungen 08               | 1:5     | 1.Vogtländischer FC Plauen |
| Hallescher FC Wacker         | 3:1     | SV Viktoria 1903 Zerbst    |
| SC Wacker 1895 Leipzig       | 10:0    | FC Wacker Nordhausen       |

### Kwartfinale
| Team 1                 | Uitslag | Team 2                     |
| ---------------------- | ------- | -------------------------- |
| PSV 1921 Chemnitz      | 7:5     | 1.Vogtländischer FC Plauen |
| SC Wacker 1895 Leipzig | 3:2     | SC Apolda                  |

Dresdner SC en Hallescher FC Wacker hadden een bye.

### Halve Finale
| Team 1            | Uitslag | Team 2                 |
| ----------------- | ------- | ---------------------- |
| Dresdner SC       | 1:0     | SC Wacker 1895 Leipzig |
| PSV 1921 Chemnitz | 7:2     | Hallescher FC Wacker   |

### Finale
| Team 1            | Uitslag  | Team 2      |
| ----------------- | -------- | ----------- |
| PSV 1921 Chemnitz | 3:2 n.v. | Dresdner SC |